# Groß Holzhausen
Groß Holzhausen ist ein Wohnplatz im Ortsteil Krüden der Gemeinde Aland im Landkreis Stendal in Sachsen-Anhalt.

## Geografie
Das altmärkische Dorf Groß Holzhausen, ein Marschhufendorf, liegt etwa einen Kilometer nordwestlich von Krüden und etwa 7 Kilometer nordwestlich von Seehausen (Altmark). Im Norden fließt der Augraben Krüden im Biosphärenreservat Mittelelbe im Landschaftsschutzgebiet Aland-Elbe-Niederung.
Benachbarte Orte sind im Südosten Krüden, im Westen der Wohnplatz „Am Waldrand“ (die frühere Karnickelsiedlung), sowie Gerichsee und im Nordwesten Scharpenhufe.

## Geschichte
In der ersten Erwähnung von 1518 Holthusen wird berichtet, dass die von Eimbeck (Einbeck), die von Rochow und die von Jagow Einkünfte oder Rechte im Dorf und im Jahre 1598 über 13 Fischerhöfe hatten. 1620 heißt es Holdhusen in der Natterheide, 1687 Holtzhusen in der Natterwische und 1804 bereits Groß Holzhausen. 1686 gab es eine Windmühle, die auch 1840 noch bestand. Hermes und Weigelt schreiben 1842: „Die Einwohner gehören zu den wohlhabenderen des Kreises“.

### Erste Erwähnung 1345
Wilhelm Zahn führte frühere Erwähnungen auf und versah sie mit einem Fragezeichen: 1345 obernholczhusen, 1472 holtzhausen, 1551 holtzhusen. Der Historiker Peter P. Rohrlach schreibt dazu: Die älteren Belege sind zwischen Groß und Klein Holzhausen nicht eindeutig zu trennen.

### Eingemeindungen
Am 1. April 1939 wurden die Gemeinden Groß Holzhausen und Krüden aus dem Landkreis Osterburg zu einer Gemeinde mit dem Namen Krüden zusammengeschlossen. Im Jahre 1939 wurde vom Oberpräsident der Provinz Sachsen für die ehemalige Gemeinde Groß Holzhausen die Benennung „Krüden, Ortsteil Groß Holzhausen“ festgelegt.
Am 1. Januar 2010 wurde Krüden in die Gemeinde Aland eingemeindet. Krüden kam als Ortsteil zur Gemeinde Aland. Der Ortsteil Groß Holzhausen bestand nicht weiter. Der Wohnplatz Groß Holzhausen wurde dem Ortsteil Krüden direkt zugeordnet.

### Einwohnerentwicklung
| Jahr | Einwohner |
| ---- | --------- |
| 1734 | 131       |
| 1775 | 139       |
| 1789 | 122       |
| 1798 | 143       |

| Jahr | Einwohner |
| ---- | --------- |
| 1801 | 128       |
| 1818 | 145       |
| 1840 | 116       |
| 1864 | 184       |

| Jahr | Einwohner |
| ---- | --------- |
| 1871 | 162       |
| 1885 | 221       |
| 1892 | [0]187    |
| 1895 | 151       |

| Jahr | Einwohner |
| ---- | --------- |
| 1900 | [0]139    |
| 1905 | 115       |
| 1910 | [0]145    |
| 1925 | 187       |

Quelle wenn nicht angegeben:

## Religion
Die evangelischen Christen aus Groß Holzhausen sind in die evangelische Kirchengemeinde Krüden eingepfarrt, die zur Pfarrei Krüden (Crüden) gehörte. Seit dem Jahre 1993 gehören sie mit den Evangelischen aus Krüden zum Kirchspiel Kirchspiel Krüden-Vielbaum und heute zum Pfarrbereich Beuster im Kirchenkreis Stendal im Propstsprengel Stendal-Magdeburg der Evangelischen Kirche in Mitteldeutschland.
Die katholischen Christen gehören zur Pfarrei St. Anna in Stendal im Dekanat Stendal im Bistum Magdeburg.

## Kultur und Sehenswürdigkeiten
- Das Gutshaus Lindenhof steht unter Denkmalschutz.